# Paul Theunis
Paul Theunis est un footballeur belge né le 16 mars 1952 à Coursel (Belgique).
Il a évolué comme milieu de terrain défensif au KFC Winterslag et au KSK Beveren.
Il est âgé de 32 ans lorsqu'il dispute deux matchs avec l'équipe nationale en 1984.
Il termine sa carrière au FC Malines en 1987-1988. Deuxième du Championnat de Belgique, il joue et remporte la finale de la Coupe d'Europe des Vainqueurs de Coupe le 16 mai 1988 au stade de la Meinau, contre l'Ajax Amsterdam, 1 à 0. Il joue ensuite une saison au Sint-Niklaasse SK puis prend sa retraite sportive.

## Palmarès
- International belge en 1984 (2 sélections)
- Vice-Champion de Belgique en 1988 avec le FC Malines
- Vainqueur de la Coupe d'Europe des Vainqueurs de Coupe en 1988 avec le FC Malines